# Scopula melanstigma
Scopula melanstigma är en fjärilsart som beskrevs av Louis Beethoven Prout 1938. Scopula melanstigma ingår i släktet Scopula och familjen mätare. Inga underarter finns listade.